# Artëm Del'kin
Artëm Valer'evič Del'kin (in russo Артём Валерьевич Делькин?; Samara, 2 agosto 1990) è un calciatore russo, attaccante svincolato.

## Carriera
Ha giocato nella prima divisione russa.

## Palmarès

### Club

#### Competizioni nazionali
- Pervenstvo Futbol'noj Nacional'noj Ligi: 1

Orenburg: 2015-2016

### Individuale
- Capocannoniere della Pervenstvo Futbol'noj Nacional'noj Ligi: 1

2015-2016 (16 reti)